# 陰陽博士
陰陽博士（おんみょうはかせ）は、律令制で陰陽寮に設置された教官の1つ。陰陽師を教育することを掌った。定員1名（ただし実数には異説あり）。正七位下相当。
『日本書紀』持統天皇6年（692年）の条が初出。ただし、定員については『続日本紀』養老5年（721年）に大津首・津守通の両名が陰陽博士として登場しており、実際には定員が複数だったとする見方もある。陰陽生10名を教育するのが役目であったが、天平2年（730年）に陰陽寮強化の一環としてうち3名を陰陽得業生として給費し、更にそこから後任の陰陽師・陰陽博士が選ばれた。後には博士に対して職田4町が与えられた。教科書としては、子部五行類の『新撰陰陽書』・『黄帝金匱経』・『五行大義』・『周易』・『難儀』などが用いられた。奈良時代から平安時代初期にかけては、大津氏・弓削氏・滋岳氏などが、平安中期には惟宗氏・安倍氏・賀茂氏などが世業としていたが、平安後期以後は安倍氏と賀茂氏による世襲となった。